# Synagoga w Ostii
Synagoga w Ostii – starożytna synagoga znajdująca się w Ostii w Rzymie, we Włoszech, leżąca u ujścia Tybru.
Synagoga została odkryta w 1961 roku i częściowo zrekonstruowana. Podczas wykopalisk odnaleziono relief z przedstawieniem menory i lamp, co umożliwiło identyfikację budowli. Obecne ruiny pochodzą z IV wieku, ale czytelne są poprzednie fazy budowlane. Najstarsza pochodzi z czasów cesarza Klaudiusza (41-54), ale nie wiadomo, czy już wówczas budynek służył jako synagoga.
Budowla składa się z głównej sali z ławkami po trzech stronach. Posiada monumentalne wejście z 4 kolumnami i triclinium. Główne wejście jest orientowane na południowy wschód, czyli w kierunku Jerozolimy.

## Literatura
- Birger Olsson, Dieter Mitternacht, Olof Brandt (Herausgeber):The Synagogue of Ancient Ostia and the Jews of Rome, Interdisciplinary Studies (Acta Instituti Romani Regni Sueciae, Series in 4, 62), Sztokholm 2001, ISBN 91-7042-165-X